# Anke Vanhooren
Anke Vanhooren est une joueuse de football belge née le 9 février 1992.

## Biographie
En juillet 2021, elle annonce qu'elle met un terme à sa carrière. 

## Palmarès
- Vainqueur de la Coupe de Belgique en 2013
- Finaliste de la Coupe de Belgique en 2016 et en 2017